# Charles Asati
Charles Asati, född 3 mars 1946, är en kenyansk före detta 400-meterslöpare. Han var, sett till framgångar i stora internationella tävlingar, den individuellt bäste löparen i de kenyanska stafettlag som tog silver i 4x400 meter stafettlöpning vid OS i Mexico City 1968 med tiden 2.59,64, och guld vid OS i München 1972 med tiden 2.59,83, även om landsmannen Julius Sang hade ett bättre personligt rekord.
Sitt personliga rekord på 400 meter, 45,01 s, satte Asati vid brittiska samväldesspelen 1970 där han vann ett av sina guld i samväldesspelen, både 1970 och 1974. Asati var också, för sin tid, en löpare av hög internationell klass på 200 meter med ett personligt rekord på 20,66 s.